# 마츠무로 마이
마츠무로 마이(松室麻衣, 1983년 6월 10일)는 일본의 싱어송라이터이다. 히노데 고등학교 출신으로 열광적인 야구 팬이며 특기는 피아노로 취미는 사진 촬영이다.

## 생애

### Dream 활동
마츠무로 마이, 하세베 유, 타치바나 카나는 Avex dream 2000에서 그랑프리를 수상한 후, 2000년]] 1월 1일에 싱글 Movin'on으로 가요계에 데뷔했다. 그녀는 4번째 싱글인 Reality 이후, 싱글 앨범 모든 노래의 대부분의 작사를 담당하며 아티스트 NIKO 의 NIGHT OF FIRE, Dream의 일본어 커버 버전의 작사도 다루어 라이브도 선보였다. 어렸을 때부터 피아노를 좋아했고, dream 활동 때 자신의 피아노 연주를 선보인 바 있으며 일출 학원 고등학교에서 최고의 성적이었다.
2002년 6월, 13번째 싱글 SINCERELY - ever dream -과 베스트 앨범 eternal dream을 발표한 후 2002년 7월 라이브를 마지막으로 Dream을 탈퇴하고 Dream의 리더는 타치바나 카나가 맡는다. 작곡공부를 위해서 Dream을 탈퇴했지만 졸업 후, 몇 년 동안 활동은 거의 없었다. 그리고 자신을 더욱 성장시키고자 당시 소속사였던 에이벡스를 떠났다.

### 솔로 활동
2005년 9월에는 공식 홈페이지 블로그를 개설하고 활동을 재개한 후, 대기 화면 사이트 Timerobe의 모델 활동을 시작으로 2006년부터 활동을 재개했다. 6월 21일에는 아이튠즈에서 제 1 탄 싱글 배달 솔로 데뷔해 10월 발매의 지역 오이타 잡지 CONKA 인터뷰 기사 발매 호부터 연재 기획을 시작했다.
12월 30일에 SHIBUYA DESESO로 솔로 데뷔 후 첫 라이브 이벤트에 출연하고 2007년 1월 1일에 발매한 dream 베스트 앨범 7th Anniversary Best에 수록된 Dreaming Way의 작사를 맡은 바 있다.
2009년 3월 1일, 자신의 블로그에서 친구의 소개로 알게 된 헤어 메이크업 아티스트로 입적했다고 발표했고 한 달 후인 4월 17일부터 25일까지 열린 무대 Reading Drama - 만약 그대가의 음악을 담당했다.
그리고 2010년 11월, 잡지 CONKA 독자를 위해 새로 곡을 전송 시작했다.

## 활동 내역

### 싱글
1. Destiny / LOVE - 1 (2006년 6월 21일 발매)
2. 小さな光(작은 빛) (2006년 12월 27일 발매)
3. feelings 07 (2007년 9월 19일 발매)
4. existence(2008년 3월 19일 발매)
5. 恋衣(사랑 유이)(2008년 5월 7일 발매)
6. Dramatic(2008년 6월 11일 발매)
7. Remember (2010년 11월 발매)

### 앨범
2010년 2월 5일 Reading Drama : 만약 그대가

### 작사곡
Dream 활동 싱글
- Reality
- Send a little Love
- NIGHT OF FIRE
- My will
- W.H.Y
- Believe In You
- solve
- Our Time
- STAY ~now I'm here~
- Get Over
- Yourself
- SINCERELY - ever dream -
- Message

Dream 1st Album Dear
- sincerely
- カトレア (집토끼 레어)
- brave

Dream 2nd Album Process
- パズル (Puzzle)
- destine
- Nevermore (dream 활동 때 유일한 솔로곡이였음.)
- SUBPAIN
- 願い (소원)

Best Album 7th Anniversary Best
- Dreaming Way (졸업 후 dream에 제공)

그 외
- ID; Peace B (Japanese Ver.) (보아의 한국, 일본 데뷔곡)
- StarS (천원 돌파 그렌라간 반짝 ☆ 요코 BOX ~ Pieces of sweet stars ~ 에수록)